# Saint-Maixent-l’École
 Saint-Maixent-l’École  ist eine französische Gemeinde mit 7433 Einwohnern (Stand 1. Januar 2022) im Département Deux-Sèvres in der Region Nouvelle-Aquitaine. Sie gehört zum Arrondissement Niort und ist Hauptort des Kantons Saint-Maixent-l’École.

## Geschichte
Der Dolmen des Sept Chemins (deutsch „Dolmen der sieben Wege“) liegt unmittelbar südlich der Kreuzung Sept Chemins, bei Saint-Maixent-l’École. 
Saint-Maixent wurde um 459 vom Mönch Agapit gegründet und hieß anfangs Saint Saturnin. Im Jahr 480 siedelte sich der Mönch Adjutor als Schüler von Agapit an. Adjutor nahm später den Namen Maixent an und gab der Stadt ihren Namen.
| Bevölkerungsentwicklung | Bevölkerungsentwicklung | Bevölkerungsentwicklung | Bevölkerungsentwicklung | Bevölkerungsentwicklung | Bevölkerungsentwicklung | Bevölkerungsentwicklung | Bevölkerungsentwicklung |
| ----------------------- | ----------------------- | ----------------------- | ----------------------- | ----------------------- | ----------------------- | ----------------------- | ----------------------- |
| Jahr                    | 1962                    | 1968                    | 1975                    | 1982                    | 1990                    | 1999                    | 2009                    |
| Einwohner               | 7609                    | 7706                    | 7973                    | 7515                    | 6893                    | 6602                    | 7490                    |

## Sehenswürdigkeiten
- Mittelalterliche Gebäude

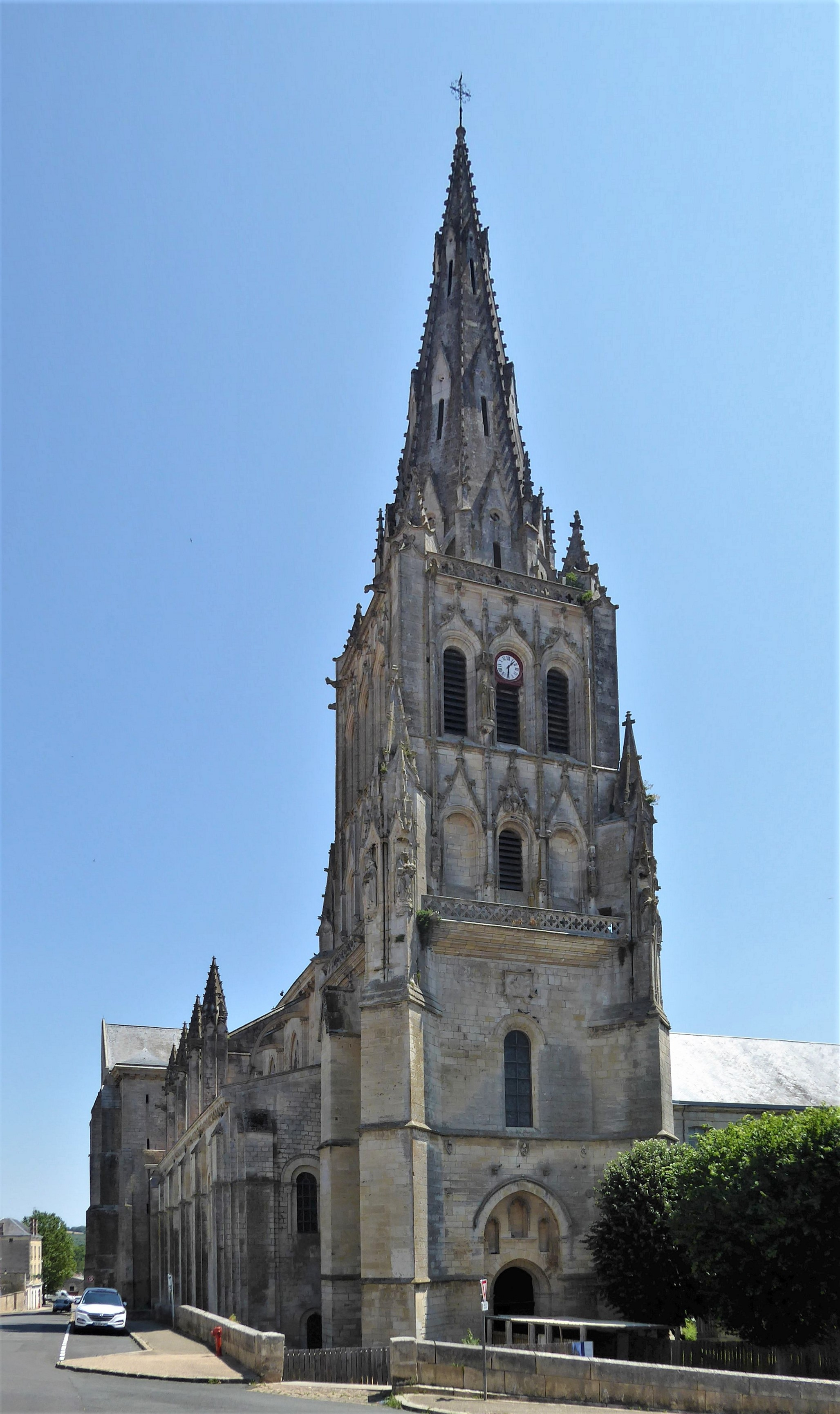
Die Abteikirche von Saint-Maixent-l’École

- Saint-Maixent ist seit 1963 Sitz der École nationale des sous-officiers d’active (daher auch die Namensergänzung), in der alle Unteroffiziere der französischen Bodenstreitkräfte ausgebildet werden.
- Die 940 errichtete Abteikirche beherbergt die Reliquie der Heiligen Maixent und Leodegar von Autun; sie wurde durch ein Erdbeben zerstört, im 11. und 13. Jahrhundert im romanischen Stil wiederaufgebaut; 1668 von Calvinisten erneut zerstört, wurde sie auf den romanischen Grundmauern im gotischen Stil erneut errichtet.

## Städtepartnerschaften
- Horsham, England, seit 1982
- Airola, Italien, seit 2000

## Verkehr
Am Bahnhof von Saint-Maixent-l’École an der Bahnstrecke Saint-Benoît–La Rochelle-Ville verkehren TGV von und nach La Rochelle-Ville und Paris-Montparnasse sowie TER-Züge von und nach La Rochelle-Ville und Poitiers.

## Persönlichkeiten
- Leodegar von Autun (Saint-Léger, 616–679), Heiliger
- François Villon (1431–nach 1463), Dichter des französischen Spätmittelalters, starb hier 1489
- Charles-Guy-François Agier (1753–1828), Politiker und Jurist
- Michel Mathieu Lecointe-Puyraveau (1764–1827), französischer Revolutionär
- Pierre-Philippe Denfert-Rochereau (1823–1878), Verteidiger von Belfort während des Deutsch-Französischen Kriegs von 1870/71, wurde hier geboren.
- Jacques Fouchier (1913–1994), Politiker
- Régis Loisel (* 1951), französischer Comiczeichner, wurde hier geboren.
- Ségolène Royal (* 1953), Präsidentschaftskandidatin der Sozialistischen Partei, Abgeordnete der Stadt seit 1988